# رودولفو پیسارو
رودولفو پیسارو (انگلیسی: Rodolfo Pizarro؛ زادهٔ ۱۵ فوریهٔ ۱۹۹۴) بازیکن فوتبال اهل مکزیک است.
از باشگاه‌هایی که در آن بازی کرده‌است می‌توان به باشگاه فوتبال اطلس اشاره کرد.
وی همچنین در تیم‌های ملی فوتبال زیر ۲۳ سال مکزیک، و مکزیک بازی کرده‌است.